# 福岡大橋 (揖斐川)
福岡大橋（ふくおかおおはし）は、岐阜県海津市の揖斐川に架かる県道（愛知県道・岐阜県道8号津島南濃線）の橋である。旧海津郡海津町と旧海津郡南濃町を結ぶ。
揖斐川の橋であるが、揖斐川と津屋川（揖斐川の支流）の2つの川にまたがっている。正確には揖斐川の橋が『福岡大橋』、津屋川の橋は『津屋川橋』という。揖斐川と津屋川は背割堤で分けられており、福岡大橋と津屋川橋とはこの背割堤が境となる。

## 概要
- 供用：1972年（昭和47年）
- 延長：535.7 m （福岡大橋371.1 m 津屋川橋164.6 m）
- 幅員：9.5 m （車道6.5 m 歩道3 m）
- 左岸：岐阜県海津市南濃町駒野
- 右岸：岐阜県海津市海津町福岡
  - 福岡大橋と津屋川橋の境は、海津市海津町福岡になる。